# Clevea pusilla
Clevea pusilla là một loài rêu trong họ Cleveaceae. Loài này được Stephani Rubasinghe, Sumudu C. K. & D.G. Long mô tả khoa học đầu tiên năm 2011.